# Luck by Chance – Liebe, Glück und andere Zufälle
Luck by Chance ist ein Bollywoodfilm, der die indische Filmindustrie aus verschiedenen Perspektiven zeigt und dem Zuschauer einen Blick hinter die Kulissen gewährt. Trotz den positiven Kritiken konnte der Film keinen kommerziellen Erfolg verbuchen.

## Handlung
Vickram Jaisingh reist  extra von Delhi nach Bombay, um Bollywoodschauspieler zu werden. An der Nand Kishore Schauspielschule nimmt er Unterricht und hofft durch seine Freunde Abhi und Sameer ins Filmbusiness einsteigen zu können. Da lernt er Abhis Nachbarin Sona kennen, die in Nebenrollen spielt und auch auf ihren großen Durchbruch wartet. Stattdessen muss sie sich damit abfinden, dass ihre Filmpartnerin Nikki mit weniger Talent eine Hauptrolle ergattert hat. Dies hat sie allerdings nur ihrer Mutter Neena Walia zu verdanken, die in ihren jungen Jahren eine berühmte Schauspielerin war.
Nikkis Debütfilm wird von Regisseur Ranjit Rolly gedreht und von dessen Bruder Romy Rolly produziert. Hauptdarsteller ist der momentan gefragteste  Star Zaffar Khan. Doch dieser fühlt sich in seiner Rolle nicht wohl und springt ab, um in Karan Johars Film mitzuwirken.
So ergibt sich für Vickram die Chance erstmals eine Hauptrolle zu spielen. Während der Dreharbeiten abstattet und er sich ihr gegenüber anders verhält, glaubt auch sie an eine Affäre zwischen den beiden. Fortan hält sie sich fern von ihm, der eigentlich dank ihr überhaupt die Rolle bekommen hat.
Nach den Dreharbeiten in den Bergen, kehrt die Filmcrew wieder nach Bombay zurück. Und dort wird in den Klatschspalten schon heiß über die Affäre der zwei Debütanten diskutiert. Vickram glaubt Sona stecke dahinter, da ein Freund von ihr in einem dieser Magazine arbeitet.
Der Film kommt in die Kinos – und wird prompt zu einem Superhit. Auch Vickram wird über Nacht zum Star. Bei einer Party trifft er seinen Idol Shah Rukh Khan, der ihm einen wichtigen Rat gibt: Er solle trotz des Ruhms nie die Menschen vergessen, die an ihn geglaubt haben, als er noch ein Niemand war. Aufgrund des schlechten Gewissens will er sich wieder mit Sona versöhnen. Allerdings will sie nicht bei der nächsten Gelegenheit wieder sitzen gelassen werden. Deshalb gibt sie sich lieber damit zufrieden in ihren kleinen Rollen als Schauspielerin akzeptiert zu werden, als zum großen Superstar zu werden.

## Musik
| Lied                  | Sänger                          |
| --------------------- | ------------------------------- |
| Yeh Zindagi Bhi       | Loy Mendonsa, Shekhar Ravjiani  |
| Baawre                | Shankar Mahadevan               |
| Pyaar Ki Dastaan      | Amit Paul, Mahalakshmi Iyer     |
| Yeh Aaj Kya Ho Gaya   | Sunidhi Chauhan                 |
| Sapnon Se Bhare Naina | Shankar Mahadevan               |
| O Rahi Re             | Shankar Mahadevan               |
| Baawre (Remix)        | Loy Mendonsa, Shankar Mahadevan |

## Gastauftritte
Um die Handlung so realistisch wie möglich aufzuzeigen, haben einige Bollywoodschauspieler und -regisseure einen Gastauftritt absolviert.
- Shah Rukh Khan
- Aamir Khan
- Abhishek Bachchan
- Rani Mukerji
- Kareena Kapoor
- John Abraham
- Karan Johar
- Ranbir Kapoor
- Akshaye Khanna
- Vivek Oberoi
- Dia Mirza
- Anurag Kashyap als Deepak
- Mushtaq Sheikh
- Javed Akhtar
- Shabana Azmi
- Boman Irani als Dinaz Aziz
- Manish Malhotra
- Mac Mohan
- Rajkumar Hirani
- Ronit Roy
- Manish Acharya
- Sheeba Chaddha
- Mohsin Akhtar als Kunal

## Kritik
"Luck by Chance" (ist) ein erstaunlich reife(r)  Film für ein Debüt. Er ist viel zu lang, hat schleppende Momente, fällt gegen Schluss etwas auseinander und die durchaus solide Musik bleibt nicht lange im Ohr – doch für Bollywood-Fans ist er ein Genuss, sozusagen der  Guddi  für ein neues Jahrtausend. Er gibt uns Stars am Laufmeter, er gibt uns Einblicke in das Leben von Berühmtheiten und kitzelt unser Wissen über Bollywoods Vergangenheit und seine Verwandtschafts- und sonstigen Beziehungen heraus. Er unterhält und regt zum Nachdenken an, er lässt schmunzeln und mitfühlen. Und ganz nebenbei erzählt er seine sympathische, durchaus intelligente Geschichte auf inszenatorisch vorbildliche Weise.  (von molodezhnaja.ch)

## Auszeichnungen
Filmfare Award 2010
- Filmfare Award/Bestes Regiedebüt an Zoya Akhtar

Star Screen Award 
- Star Screen Award/Bester Nebendarsteller an Rishi Kapoor
- Star Screen Award Best Ensemble Cast an Juhi Chawla

Nominierung
- Filmfare Award/Beste Story an Zoya Akhtar
- Filmfare Award/Bestes Drehbuch an Zoya Akhtar
- Filmfare Award/Bester Nebendarsteller an Rishi Kapoor
- Filmfare Award/Beste  Nebendarstellerin an Dimple Kapadia
- Apsara Award/Bester Film an Farhan Akhtar und Ritesh Sidhwani
- Apsara Award/Bester Nebendarsteller an Rishi Kapoor
- Apsara Award/Beste Nebendarstellerin an Dimple Kapadia